# Саутгејт (Мичиген)
Саутгејт (енгл. Southgate) град је у америчкој савезној држави Мичиген. По попису становништва из 2010. у њему је живело 30.047 становника.

## Демографија
Према попису становништва из 2010. у граду је живело 30.047 становника, што је 89 (0,3%) становника мање него 2000. године.
| Група             | 2000.          | 2010.          |
| Белци             | 27.382 (90,9%) | 25.389 (84,5%) |
| Афроамериканци    | 635 (2,1%)     | 1.666 (5,5%)   |
| Азијати           | 502 (1,7%)     | 493 (1,6%)     |
| Хиспаноамериканци | 1.198 (4,0%)   | 1.956 (6,5%)   |
| Укупно            | 30.136         | 30.047         |